# Vaqueras de Bayamón 2010
Questa voce raccoglie le informazioni riguardanti le Vaqueras de Bayamón nella stagione 2010.

## Organigramma societario
Area direttiva
- Presidente: Peter Rivera

Area tecnica
- Allenatore: Yarelis Rodríguez
- Assistente allenatore: Luis Aponte

## Rosa
| N° | Nome              | Ruolo | Data di nascita   | Nazionalità sportiva |
| -- | ----------------- | ----- | ----------------- | -------------------- |
| 1  | Josyhel Monge     | P     |                   | Porto Rico           |
| 2  | Bianca Rivera     | L     | 4 ottobre 1987    | Porto Rico           |
| 3  | Yaribel Rivera    | L     | -                 | Porto Rico           |
| 3  | Suheil Medina     | P     | -                 | Porto Rico           |
| 4  | Krystal García    | L     | -                 | Porto Rico           |
| 5  | Myrlena López     | C     | 29 novembre 1985  | Porto Rico           |
| 6  | Michelle Cardona  | P     | 5 settembre 1984  | Porto Rico           |
| 7  | Sheila López      | S/O   | -                 | Porto Rico           |
| 8  | Zuleyka Negrón    | S     | -                 | Porto Rico           |
| 9  | Christal Morrison | S     | 23 settembre 1985 | Stati Uniti          |
| 11 | Angela Pressey    | S     | 6 giugno 1986     | Stati Uniti          |
| 10 | Sonimar Santana   | S     | -                 | Porto Rico           |
| 12 | Sandraliz García  | P     | 19 marzo 1992     | Porto Rico           |
| 13 | Lizzelle Cintrón  | C     | 5 marzo 1986      | Porto Rico           |
| 14 | Dalia Lajara      | C     | -                 | Porto Rico           |
| 15 | Wilnelia González | C     | 2 aprile 1985     | Porto Rico           |
| 17 | Erin Moore        | S     | 17 maggio 1982    | Stati Uniti          |
| ?  | Kylie Atherstone  | S/O   | 25 gennaio 1987   | Stati Uniti          |

## Statistiche

### Statistiche di squadra
| Competizione | Punti | In casa | In casa | In casa | In trasferta | In trasferta | In trasferta | Totale | Totale | Totale |
| Competizione | Punti | G       | V       | P       | G            | V            | P            | G      | V      | P      |
| ------------ | ----- | ------- | ------- | ------- | ------------ | ------------ | ------------ | ------ | ------ | ------ |
| LVSF         | 31    | -       | -       | -       | -            | -            | -            | 32     | 12     | 20     |
| Totale       | -     | -       | -       | -       | -            | -            | -            | 32     | 12     | 20     |

G = partite giocate; V = partite vinte; P = partite perse